# Polska czerwona księga zwierząt. Kręgowce
Polska czerwona księga zwierząt. Kręgowce – pierwszy tom Polskiej czerwonej księgi zwierząt. Zawiera listę ginących gatunków zwierząt kręgowych występujących w Polsce, z dokładnym ich opisem i mapami rozmieszczenia. Określa także stopień zagrożenia poszczególnych gatunków, rzadkość ich występowania oraz stosowane i proponowane sposoby ochrony.
Księga powstała w Instytucie Ochrony Przyrody Polskiej Akademii Nauk w Krakowie, w Pracowni Ochrony Gatunkowej, pod redakcją Zbigniewa Głowacińskiego. Przy jej tworzeniu współpracowało kilkudziesięciu naukowców z całego kraju. Została wydana w 2001 roku przez Państwowe Wydawnictwo Rolnicze i Leśne w Warszawie.
W 2022 roku w "Chrońmy Przyrodę Ojczystą" ukazał się arytkuł Zbigniewa Głowacińskiego Czerwona lista kręgowców Polski – wersja uaktualniona (okres 1 i 2 dekady XXI w.).